# Герингеры
Герингеры — рязанский дворянский род немецкого происхождения, католического вероисповедования.
Именным Высочайшим указом, данным Правительствующему сенату 17 сентября 1911 года, внукам генерал-лейтенанта Фёдора Фёдоровича Аделунга, рождённым дочерью его Марией Фёдоровной от брака её с титулярным советником Николаем Людвиговичем Герингер, Фёдору и Николаю Герингер, с нисходящим потомством, Всемилостивейше предоставлено пользоваться правами потомственного дворянства.

## Описание герба
В лазуревом щите, два серебряных накрест положенных меча, с золотыми рукоятями, сопровождаемые вверху золотою лилиею. В золотой оконечности щита, шесть скошенных черных перевязей вправо.
На щите дворянский коронованный шлем. Нашлемник: возникающий серебряный с червлеными глазами конь. Намёт на щите справа — лазуревый, слева — чёрный, подложенный золотом. Девиз: «Будь, а не кажись», золотыми буквами на лазуревой ленте.